# Subway Surfers
Subway Surfers é um jogo eletrônico de corrida interminável co-desenvolvido pela Kiloo Games, uma empresa privada com sede na Dinamarca e pela Sybo Games. Lançado em 2012, o tema do jogo é "World Tour", se passando em diversas grandes cidades do mundo. Disponível para iOS, Android e Windows Phone, o jogo apresenta três personagens padrões: Jake, Tricky e Fresh (com a possibilidade de desbloquear outros personagens) que precisam se esquivar de trens para escapar do inspetor mal-humorado e seu cão.
Em março de 2018 o jogo atingiu a inédita marca de 1 bilhão de downloads no sistema Android, sendo o primeiro a atingir tal marca na citada plataforma.
No final de 2019 o jogo foi eleito como o jogo para smartphones mais baixado da década.

## Jogabilidade
O objetivo do jogo é correr o mais longe possível em um mundo sem fim, evitando os obstáculos gerados aleatoriamente que exigem que o jogador salte (ponta do dedo para a frente), role (ponta do dedo para trás) e desvie dos trens que se aproximam de uma forma aleatória. No jogo existe um variável número de personagens jogáveis de vários locais que o jogo visita em cada atualização, há também as diversas pranchas flutuantes que proporciona 30 segundos de imunidade e proteção ao personagem ao bater em um obstáculo, algumas ainda possuem melhorias como velocidade, super salto, derrapagem suave entre outros poderes.
A própria comunidade de jogadores criou uma forma de jogar com uma dificuldade mais elevada. Conhecida como "no coins", o objetivo é atravessar o cenário sem coletar nenhuma moeda. O desafio ficou popular no TikTok e no Youtube.

## Outras versões do jogo

### Versão chinesa
Proporcionado pela empresa IDreamSky a versão chinesa do Subway Surfers é basicamente o mesmo jogo do ocidental, porém com outras funcionalidades, outros eventos, cidades e personagens e pranchas exclusivos, mochilas de efeitos visuais e disputas online com outros jogadores, o Subway Surfers versão chinesa só possui atualmente o idioma em chinês, para jogar a versão chinesa é necessário baixar a jogo por meio de loja de aplicativos chinesas (como o Wandoujia e o TapTap) e para poder jogar a versão chinesa é necessário excluir a versão ocidental, pois é o mesmo jogo e não é possível atualmente manter as duas versões em um só dispositivo.

### Subway Surfers Air Time
O jogo que tem um modo diferente do Subway Surfers é disponível apenas no aplicativo Snapchat, lançado pela SYBO Games o jogo Subway Surfers Air Time possui uma interface diferente do jogo normal, mas consta apenas em surfar com o personagem, coletar moedas e fazer manobras para conseguir assim uma pontuação e competir com outros usuários do Snapchat.

### Train Riders
Train Riders foi um modelo beta 3D do atual modelo do Subway Surfers lançado em Maio de 2020 na atualização de aniversário de 8 anos do jogo, o beta não tinha muita diferença com o atual modelo, o jogo era o mesmo, apenas com uma nova interface, um novo visual do menu de personagens e pranchas e uma nova ferramenta o Mapa Múndi que é utilizado para mudar de cidades no jogo comprando elas, porém o Mapa Múndi não veio na atualização de aniversário de 8 anos do jogo e segue sem prévia de ser lançado na versão oficial do Subway Surfers.

### Subway Surfers Tag
Subway Surfers Tag é um segundo jogo da plataforma que será lançado com os personagens principais do jogo num modelo arcade.

### Subway Money
Subway Money, por vezes Subway Cash ou Subway Pay, é uma variante de Subway Surfers que funciona como um jogo de apostas, onde o jogador investe uma certa quantidade de dinheiro através do Pix com a intenção de recuperá-la através da coleta de moedas que supostamente traduzem um valor em dinheiro real. Existem suspeitas de que o jogo é ilegítimo e, na realidade, não paga os seus jogadores, retendo o dinheiro investido. Além disso, existem acusações de que os controles do jogo são defeituosos e podem resultar na perda de dinheiro por parte do jogador.  A publicidade do jogo usou deepfakes de pessoas famosas, como César Tralli, Neymar e Anitta.

## Subway Surfers: The Animated Series
Subway Surfers: The Animated Series é uma websérie baseada no jogo, que conta as aventuras dos amigos Jake, Tricky, Fresh, Yutani e outros personagens. A série foi lançada no canal oficial da SYBO, uma das desenvolvedoras do jogo. A série foi anunciada no dia 25 de dezembro de 2017 com um trailer, e o primeiro episódio lançou dia 1 de junho de 2018. Abaixo, a lista de episódios lançados:

### Lista de episódios
| Nº | Episódio       | Estreia do Episódio (YouTube)   |
| -- | -------------- | ------------------------------- |
| 1  | "Buried"       | 1 de junho de 2018 (7 anos)     |
| 2  | "Busted"       | 22 de junho de 2018 (7 anos)    |
| 3  | "Heirloom"     | 13 de julho de 2018 (7 anos)    |
| 4  | "Stain"        | 10 de agosto de 2018 (6 anos)   |
| 5  | "Recital"      | 24 de agosto de 2018 (6 anos)   |
| 6  | "Invention"    | 7 de setembro de 2018 (6 anos)  |
| 7  | "Surveillance" | 21 de setembro de 2018 (6 anos) |
| 8  | "Lesson"       | 5 de outubro de 2018 (6 anos)   |
| 9  | "Boombox"      | 19 de outubro de 2018 (6 anos)  |
| 10 | "Intruders"    | 2 de novembro de 2018 (6 anos)  |
| 11 | "Flux"         | 11 de janeiro de 2019 (6 anos)  |